# Aramo
Aramo (em latim: Aramus) ou Arã (em armênio: Արամ; romaniz.: Aram) foi um lendário patriarca armênio (naapetes). De acordo com a tradição armênia, preservada principalmente na história de Moisés de Corene, era filho de Harma e descendente do primeiro patriarca armênio Haico. Segundo a lenda, os armênios se uniram num estado e expandiram seu território em todas as direções durante seu reinado. Foi sucedido por seu filho Ara, o Belo.

## Nome
De acordo com o filólogo Armen Petrosyan, o nome Aramo é provavelmente uma palavra armênia que se desenvolveu diretamente do protoindo-europeu *rēmo-, que significa "negro". Petrosyan argumenta que tanto o Aramo armênio quanto o Rama índico derivam de um mito indo-europeu "comum" sobre um herói cujo nome significa negro (PIE *h₂reh₁mo-) derrotando um inimigo chamado "brilhante, branco, prateado" (PIE *h₂erg-). A iranóloga Anahit Perikhanian deriva Aramo, bem como os nomes dos outros patriarcas armênios Armenaco e Arameis, do meda médio Arã (*Arām), que derivou do iraniano antigo Rama (*Rāma-), "alegria, paz". O linguista Hrachia Acharian conectou o nome com Arame, o nome de um rei urartiano, e escreveu que a figura de Aramo era um reflexo da memória do rei histórico. Na visão de Petrosyan, o nome Arame deriva da mesma fonte indo-europeia que Aramo. Petrosyan também deriva dessa raiz o nome do argonauta Armeno, que é considerado o ancestral dos armênios em fontes gregas e latinas.
De acordo com o antigo historiador armênio Moisés de Corene, o nome Armênia e nomes semelhantes usados por estrangeiros para se referir à Armênia derivam do nome de Aramo. Os armênios nunca se autodenominaram Armém em tempos históricos, sempre usando o endônimo hay, embora Moisés às vezes use os termos ark’ Aramean e Aramean azn, "homens da linhagem de Aramo",  para se referir aos armênios. O nome Aramo era raro entre os armênios até seu renascimento no século XIX, quando se tornou um nome masculino armênio comum.

## Função mitológica
As figuras de Haico e Aramo, em alguns aspectos, são quase idênticas. De acordo com Manuk Abeghyan, Aramo é a segunda encarnação de Haico․ Além disso, ambos são considerados versões epicificadas do arcaico deus do trovão Vaagênio․ Por outro lado, há diferenças entre as figuras de Haico e Aramo e entre seus seguidores. Num contexto indo-europeu, Haico representa a primeira função (soberania), enquanto Aramo, a única figura guerreira do mito etnogônico, é um guerreiro óbvio (segunda função). Haico é descrito como um velho patriarca, o líder de guerreiros adultos, seus filhos e filhos de filhos, "homens marciais cerca de trezentos em número." Haico luta com seu adversário dentro do território da Armênia, enquanto Aramo milita contra os inimigos nas terras fronteiriças e além das fronteiras da Armênia. Haico e Aramo podem ser considerados equivalentes do Rudra e Indra indianos.

## Lendas
A lenda sobre Aramo está registrada na História da Armênia de Moisés de Corene. Moisés escreve que a lenda foi colocada por escrito por Mar Abas Catina, um autor sírio. Aramo era filho de Harma e descendente do patriarca Haico. O historiador do século XVIII Mikayel Chamchian, usando informações da história de Moisés, situou o reinado de Aramo em 1827–1 769 a.C.. Ele herdou o trono de seu pai e se tornou famoso em todo o mundo pela bravura prudente e viril que demonstrou a serviço de seu país. Estendeu seu domínio das montanhas do Cáucaso ao montes Tauro e expulsou todos os seus inimigos do país, que estavam muito desejosos de invadir os territórios da Armênia e oprimir o povo. Moisés observa que "Aramo preferiu sofrer a morte em defesa de seu país, do que vê-lo sujeito a estrangeiros."
Pouco antes de Nino se tornar o governante da Assíria, Aramo, pressionado pelos povos vizinhos, reuniu muitos bravos companheiros de tribo, arqueiros e lanceiros mais habilidosos, homens jovens e maduros, hábeis em lutas, ousados de coração e prontos à batalha, totalizando cerca de 50 mil. Nas fronteiras da Armênia, encontrou os jovens medos, sob a liderança de certo Nucar, apelidado de Mades, um homem orgulhoso e guerreiro, como o mesmo cronista observa, Semelhante a um fora da lei, como os cuchanas, pisoteando as fronteiras da Armênia com os cascos dos cavalos, oprimiu o país por dois anos. Mas Aramo, aparecendo de repente, antes mesmo do nascer do sol, destruiu todas as suas hordas e, agarrando o próprio Nucar, o levou a Armavir e lá ordenou que fosse pregado na parede no topo da torre com uma cunha de ferro na testa, à exibição dos transeuntes e de todos que chegaram lá. Por conseguinte, designou os sisacanos (Siunis) como governantes do leste da Armênia.
Aramo também envolveu-se numa guerra contra a Assíria. O conflito foi desencadeado quando Aramo descobriu que Barxã (a forma epicizada do deus Barxamim), tido como da raça dos gigantes, invadiu a Armênia com 40 mil infantes e cinco mil cavaleiros. Ele estava esmagando toda a região com seus altos impostos, mas foi surpreendido por Aramo, que o perseguiu através de Corduena até a planície assíria, massacrando muitos de seus homens. Barxã foi confrontado pelos lanceiros de Aramo e morto. No rescaldo, Barxamim foi deificado por suas façanhas e Aramo sujeitou grande parte da planície assíria a impostos e ao governo da família de Cadmo.
Depois de sua vitória, Aramo moveu-se para o oeste contra a Armênia Prima[a] com quarenta mil infantes e dois mil cavaleiros e alcançou a Capadócia. Ali, opôs em batalha o titã Paiapis Caleai, que havia tomado a terra entre o mar Negro (Ponto Euxino) e o Oceano. Atacando-o, o colocou em fuga e o expulsou para uma ilha do mar Asiático. A região foi concedida a certo Mexaque com mil soldados e Aramo retornou à Armênia, onde governaria mais alguns anos até sua eventual sucessão por seu filho Ara, o Belo. Mexaque povoou os territórios da Armênia Segunda, Tércia e Quarta e foi instruído a ordenar que a população aprendesse armênio. Esse Mexaque supostamente fundou um assentamento, que seria batizado Mázaca, e então Cesareia.[b]